# Ignacio de Cárdenas Pastor
Ignacio de Cárdenas Pastor, né le 22 décembre 1898 à Madrid et mort le 18 août 1979 à El Espinar est un architecte espagnol.

## Biographie
Ignacio de Cárdenas était le fils de Ramón de Cárdenas Padilla, un journaliste originaire de La Havane qui avait émigré à Madrid à la fin du xixe siècle et appartenait à la noblesse espagnole. Il fut l’un des premiers élèves du Collège Notre-Dame du Pilar avant d’étudier l’architecture à l’École de Madrid, où il obtint son diplôme en 1924. Il était le frère de Manuel de Cárdenas Pastor, l’un des architectes les plus marquants du premier tiers du xxe siècle, ainsi que de Ramón de Cárdenas, avocat, footballeur et quatrième président de l’Atlético de Madrid.
À peine ses études achevées, il fut engagé par la Compagnie téléphonique nationale d’Espagne, alors nouvellement fondée, en qualité de chef du Département des Édifices. En 1925, il se rendit à New York, où, en collaboration avec l’architecte en chef d’IT&T, Louis S. Weeks, il participa à l’élaboration des plans du siège de la Gran Vía.
En tant que principal responsable de l’architecture pour le compte de Telefónica, il contribua à la conception et à l’édification des centraux téléphoniques les plus notables, parmi lesquels ceux de la place de Catalogne à Barcelone, de la place Castelar à Valence, de l’avenue de Buenos Aires à Bilbao ou encore de l’avenue de l’Indépendance à Saragosse. Son œuvre se distingua par l’emploi d’une pluralité de styles architecturaux, allant du néo-baroque (comme en témoigne le central de la Gran Vía) au rationalisme, illustré par la modeste station de León ou le siège central de Telefónica à Saragosse. 
Pendant la Guerre civile espagnole, il demeura à Madrid, où il consigna méthodiquement les dommages subis par son œuvre la plus notable, autant ceux causés par les combats que ceux résultant des tirs d’artillerie. En raison de ses affinités politiques avec la cause républicaine, il fut contraint à l’exil et se réfugia en France, séjournant notamment en Haute-Savoie et à Bayonne. Par la suite, il fut radié par le Collège des architectes de Madrid dans le cadre des épurations professionnelles de l’après-guerre.
Comme dans de nombreuses familles espagnoles, la guerre civile divisa les descendants de Ramón de Cárdenas. Gonzalo de Cárdenas Rodríguez (1904-1954), fils de Manuel et lui-même architecte, occupa la fonction de directeur de Régions Dévastées, un organisme créé après le conflit par le gouvernement de Franco afin de reconstruire les localités ravagées par les combats. Gonzalo de Cárdenas sollicita son oncle pour collaborer au projet du Bâtiment Bancaya (p. 1947, c. 1949-1953), un immeuble de grande hauteur destiné à l'habitation, situé à l'angle de l'Avenue de l'Amérique et de la rue María de Molina, à Madrid. Après ce travail conjoint, Ignacio de Cárdenas signa quelques réalisations d’envergure modeste, sans jamais retrouver l’activité qui avait été la sienne avant la guerre.